# Kópavogsvöllur
El Kópavogsvöllur es un estadio de usos múltiples ubicado en la ciudad de Kópavogur, Islandia. Actualmente se utiliza principalmente para partidos de fútbol, fue inaugurado en 1975 y posee una capacidad para 3 100 espectadores. El recinto es utilizado por los clubes Breiðablik UBK y HK Kópavogur de la Úrvalsdeild Karla, la Primera División de Islandia.
El estadio se inauguró el 7 de junio de 1975, cuando el equipo local Breiðablik recibió al Víkingur Ólafsvík en la antigua 2ª división.
El estadio albergó partidos del Campeonato Europeo Femenino Sub-19 de la UEFA de 2007 y cuatro juegos del Campeonato Europeo Femenino Sub-17 de la UEFA 2014-15.
El 9 de mayo de 2008, Þorgerður Katrín Gunnarsdóttir , ministra de Educación, Ciencia y Cultura de Islandia , inauguró una nueva tribuna . La nueva tribuna tiene 1360 asientos y está techada. También alberga los vestuarios del estadio y salas de espera.
En 2019, el césped fue reemplazado por césped artificial.